# 299-я пехотная дивизия (вермахт)
299-я пехотная дивизия (нем. 299. Infanterie-Division) — тактическое соединение сухопутных войск вооружённых сил нацистской Германии периода Второй мировой войны.

## История формирования
299-я пехотная дивизия была сформирована в марте — апреле 1940 года в Эрфурте из призывников Гессена и Тюрингии.
После разгрома в операции «Багратион» 1 сентября 1944 года переформирована в корпусную группа «G».

## Боевой путь дивизии
Места дислокации:
- Германия: с февраля по март 1940 года
- Франция: с мая 1940 года по июнь 1941 года

14 мая 1940 года 299-я пехотная дивизия, совместно с 76-й и 36-й пехотными двизиями сковывает французские силы в районе линии Мажино и штурмуют Верден.
- Восточный фронт, Группа армий «Юг»: с июня 1941 года по февраль 1942 года.
- Восточный фронт, Группа армий «Центр»: с февраля 1942 года по июль 1944 года[2]
- Польша и Восточная Германия: с сентября 1944 года по февраль 1945 года.

29-й армейский корпус (298, 44 и 299-я пехотные дивизии) вермахта, заняв исходное положение на участке от м. Корытница до Литовижа и имея три дивизии в первом эшелоне, получил задачу прорвать приграничный оборонительный рубеж советских войск и обеспечить ввод в прорыв 3-го моторизованного корпуса.
26 июня 1941 года советская 20-я танковая дивизия в составе 9-го механизированного корпуса участвовала в контрударе в районе Дубно против 13-й танковой и 299-й пехотной дивизий вермахта. К исходу дня из-за угрозы окружения 20-я танковая дивизия РККА отошла к Клевани.
На 12 июля 1941 года в составе 35 (XXXV) армейского корпуса генерала пехоты Рендулича.
Там между Мценском и Орлом на пути огненного потока встали рейнская 34-я пехотная дивизия генерал-майора Хохбаума, саксонская 56-я пехотная дивизия генерал-майора Людеке, австрийская 262-я пехотная дивизия генерал-майора Карста и гессенская 299-я пехотная дивизия генерал-майора графа фон Ориола и смогли, несмотря на большие бреши в обороне, в некоторой мере сохранить взаимодействие   Хаупт В. Сражения группы армий «Центр». — М.: Яуза, Эксмо, 2006 с,259

## Личный состав
| Период службы                              | Звание                          | Имя                 |
| ------------------------------------------ | ------------------------------- | ------------------- |
| с 6 апреля 1940 года по 1 ноября 1942 года | генерал-майор/генерал-лейтенант | нем. de:Willi Moser |
| с 1 ноября 1942 года по 5 ноября 1942 года | генерал-майор                   | нем. de:Viktor Koch |
| с 5 ноября 1942 года по 3 мая 1943 года    | генерал-майор                   | Берген, Ганс        |